# Péter Vályi
Péter Vályi (* 25. Dezember 1919 in Szombathely; † 18. September 1973 in Miskolc) war ein ungarischer Chemieingenieur, Politiker sowie Finanzminister.

## Leben
Er studierte an der Technischen und Wirtschaftswissenschaftlichen Universität Budapest (Budapesti Műszaki és Gazdaságtudományi Egyetem) und machte dort 1942 seinen Abschluss als Chemieingenieur. Er arbeitete zunächst in einem pharmazeutischen Werk und daraufhin als Leiter des Forschungslabors in einer Lederfabrik in Simontornya. Im Januar 1945 wurde er unter dem Vorwurf kommunistischer Propaganda für kurze Zeit inhaftiert. Zur selben Zeit wurden seine Eltern von den Pfeilkreuzlern interniert.
Nach dem Ende des Krieges wurde er Mitglied der ungarischen kommunistischen Partei (MKP). Ab 1948 arbeitete er für die staatliche Planungsbehörde und war in den nächsten Jahren gleichzeitig zunächst als Assistent und dann als Dozent im Studium der Wirtschaftswissenschaften in Budapest tätig. 1954 wurde er zum stellvertretenden Vorsitzenden der staatlichen Planungsbehörde ernannt, in der er bis 1967 arbeitete. Von 1967 bis 1971 war er als Nachfolger von Mátyás Tímár Finanzminister in der Regierung von Jenő Fock. Im November 1970 wurde er auf dem X. Kongress der Ungarischen Sozialistischen Arbeiterpartei (MSZMP) zum Mitglied des Zentralkomitees gewählt und 1971 zum stellvertretenden Vorsitzenden des Ministerrates ernannt. Zudem war er ständiger Vertreter Ungarns im Rat für gegenseitige Wirtschaftshilfe.
Vályi starb durch einen tragischen Zwischenfall bei einer Betriebsbesichtigung im Metallurgischen Werk Lenin (Lenin Kohászati Művek) in Miskolc-Diósgyőr.